# Corthya
Corthya is een geslacht van uitgestorven zee-egels uit de familie Tithoniidae.

## Soorten
- Corthya ambayraci Lambert, 1924 †